# Franziska Steinitz
Franziska Steinitz (* 5. April 1875 in Rosenberg (Oberschlesien); † 2. Januar 1942 in Gurs) war eine deutsche Romanistin und Übersetzerin.

## Leben und Werk

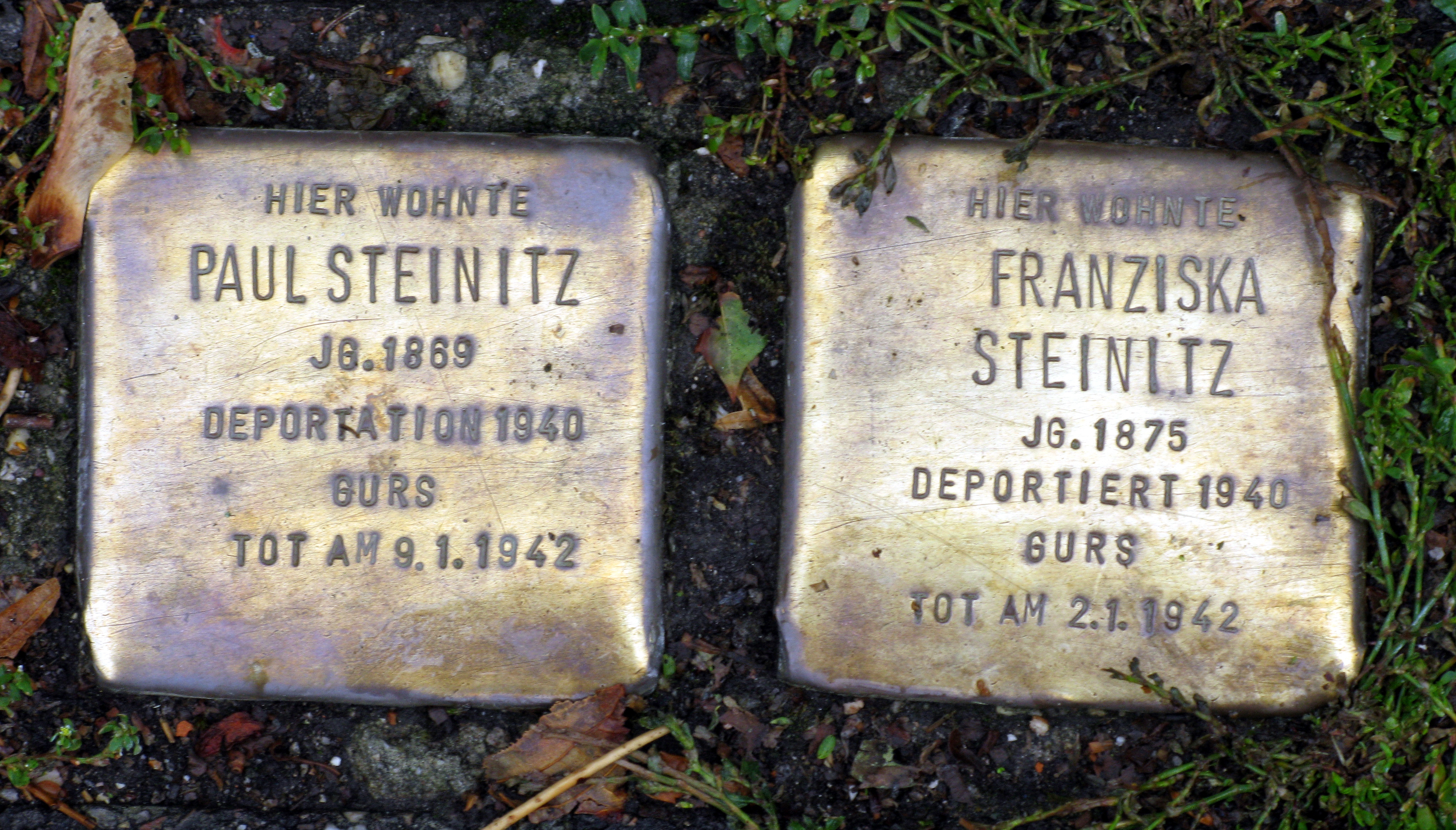
Stolpersteine in der Freiburger Prinz-Eugen-Str. 9

Franziska Steinitz war die Tochter des Rosenberger Notars Israel Steinitz (1828–1905) und eine entfernte Verwandte des Mathematikers Ernst Steinitz, des Zoologen Prof. Walter Steinitz (1882–1963), sowie des Linguisten Wolfgang Steinitz. 
Im Oktober 1940 wurde sie wegen ihrer jüdischen Abstammung von Freiburg, wohin sie sich mit ihrem Bruder Paul (* 25. März 1869) geflüchtet hatte, im Rahmen der Wagner-Bürckel-Aktion ins Lager Gurs (Camp de Gurs) in Südfrankreich verschleppt und starb dort im Januar 1942 (sieben Tage vor ihrem Bruder Paul) an Unterernährung und an den Strapazen der grauenhaften Verhältnisse. Auch ihre Brüder Richard (* 27. Oktober 1870–1940) und Otto (* 25. Dezember 1872 – 26. Januar 1943) wurden von den Nationalsozialisten ermordet.
Franziska Steinitz war vor 1914 bekannt als Übersetzerin von Prosa und vor allem Dichtung aus dem Französischen und Neuprovenzalischen. Der Dichter Robert de Montesquiou schrieb 1912 ein Gedicht an seine Übersetzerin („À Madame Franziska Steinitz“).
Im Januar 2003 wurden vom Künstler Gunter Demnig vor der ehemaligen Wohnadresse Prinz-Eugen-Straße 9 Stolpersteine für Franziska Steinitz und ihren Bruder Paul verlegt.

## Werke (Übersetzungen)
- Moissei Jakowlewitsch Ostrogorski, Die Frau im öffentlichen Recht. Eine vergleichende Untersuchung der Geschichte und Gesetzgebung der civilisierten Länder, Leipzig 1897 (französisches Original: La femme au point de vue du droit public. Etude d'histoire et de législation comparée, Paris 1892)
- Frédéric Mistral, Mirèio. Provenzalisches Epos, Halle an der Saale 1899, 1905 (neuprovenzalisches  Original mit französischer Übersetzung durch den Autor,  Avignon 1859; voraufgehende deutsche Übersetzungen durch die Schweizerin Betty M. Dorieux-Brotbeck Gnehm  u. d. T. Mireia. Ländliches Epos in zwölf Gesängen mit einer Einleitung « De la Rénovation littéraire en Provence » von Gustave Dorieux, Heilbronn 1884, sowie durch August Bertuch, Straßburg 1893, 1896, Berlin 1900, Stuttgart 1905, 1910, 1914; neuere Übersetzung durch Hans Roesch, Zürich 1966)
- Frédéric Mistral, Gedichte. Aus dem Provencalischen, übertragen und mit einer Einleitung versehen, Halle an der Saale 1900, 1913
- Théodore Aubanel, Der halbgeöffnete Granat-Apfel. Das Buch der Liebe, Leipzig 1910 (neuprovenzalisches Original, Avignon 1860)
- Robert de Montesquiou, Rote Perlen. Historische Sonette, Leipzig 1912, Paderborn 2013 (französisches Original: Les Perles rouges, Paris 1899; enthält ein Widmungsgedicht des Verfassers an „Madame Franziska Steinitz“)
- Frédéric Mistral, Letzte Ernte. Gedichte, Leipzig 1913
- Guy de Maupassant, Gedichte, Halle an der Saale 1913 (Vorwort von Franz Kwest)